# Zemax LensMechanix
Zemax LensMechanix（ゼマックス レンズメカニクス） は、米国 Zemax, LLC 社が開発、販売している光学メカ設計者向け3次元CADプログラム上で光学機械設計のパッケージ化、解析、検証ツールである。2016年にSOLIDWORKS版、2018年にPTC Creo Parametric版 が正式リリースされる。
日本国内では日本法人のZemax Japan株式会社が製品の販売とサービスの提供を行っている。

## 概要
Zemax の LensMechanix は光学メカ製品の開発プロセスにおいて、OpticStudio で設計した光学系に対して、SOLIDWORKS 上でメカ部品をパッケージ化する光学メカ設計者向けのソフトウェアである。LensMechanix を OpticStudio と組み合わせて使うことで、光学技術者と機械技術者のワークフローの無駄をなくして合理化する。
LensMechanix では、OpticStudio から SOLIDWORKS に光学アセンブリを直接読み込むことができ、IGES/STEPファイルを不要にしている。IGES/STEPファイルなどの三次元CADの中間ファイルを省くことで、ファイル変換時の形状の問題を回避し、OpticStudio で設計された寸法、薄膜、材料などの光学データを含む SOLIDWORKS 部品として光学系を取り込むことが可能である。光学メカ設計者が SOLIDWORKS 上で問題の発見、原因の特定、設計の修正を行うことが可能である。
LensMechanix では OpticStudio と同じノンシーケンシャル光線追跡機能アルゴリズムを実装し、SOLIDWORKS 上で光線追跡を行うことで、メカ部品を追加した後の光学性能の変化を解析することが可能である。「光学性能表」を使ってシステムの検証を行い、深い光学知識がなくても容易に合否判定が行える。OpticStudio の光学性能基準値を参照し、スポットサイズ、ビームクリッピング、画像劣化の検証が行える。イメージビューアによりシステム視野全体の検証ができる。
LensMechanix ライセンス形態はサブスクリプションになる。

## アプリケーション例
- 無人航空機の撮像系
- AR（拡張現実）システム
- 自動車センサー
- ビームコリメーター
- 反射屈折望遠鏡
- 内視鏡
- ヘッドアップディスプレイ
- 干渉計
- レーザーシステム
- 顕微鏡
- 赤外線センサー、紫外線センサー
- プロジェクター
- 反射望遠鏡
- 屈折望遠鏡
- ライフルスコープ（英語版）
- 衛星に搭載された撮像系
- スキャナー
- 分光器
- ズームレンズ

## 開発元 Zemax, LLCについて
1991年にZEMAXの開発者Dr. Ken MooreによってZEMAX Development Corporationを設立された。2011年にRadiant Imaging社と合併し、Radiant Zemax, LLCとなる。2014年にRadiant Zemax, LLCのZemax事業部がArlington Capital Partnersへ事業売却され、Zemax, LLCとなる。
2016年に日本法人のZemax Japan 株式会社を設立。2016年に光学メカ設計者向けの Solidworks 版の LensMechanix をリリースし、2018年にPTC Creo Parametric版をリリースした。
開発元のZemax, LLCの沿革は次のとおり。
- 1991年にZEMAXの開発者Dr. Ken MooreによってZEMAX Development Corporationを設立。
- 2011年にRadiant Imaging社と合併し、Radiant Zemax, LLCとなる。
- 2014年10月にRadiant Zemax, LLCのZemax事業部がArlington Capital Partnersへ事業売却され、Zemax, LLCとなる。[6]
- 2016年5月に日本法人のZemax Japan 株式会社を設立。
- 2016年6月に光学メカ設計者向けの Solidworks版の LensMechanixを正式リリース[1]
- 2017年11月にAPAC CIOoutlook MagazineによりZemax, LLCが「Top 25 Simulation Solution Providers」に選出[7][8]
- 2018年6月にEQT PartnersがArlington Capital Partnersから Zemax, LLCを買収[9]
- 2018年10月に光学メカ設計者向けの PTC Creo Parametric版の LensMechanixを正式リリース[2]